# MBC 뉴스투데이 부산
《MBC 뉴스투데이 부산》은 부산MBC TV에서 매주 평일 오전 7시 20분에 방송 중인 부산 지역 아침 종합 뉴스 프로그램이다.

## 개요
부산MBC 뉴스투데이로 읽는다.

## 앵커
| 대수 | 진행자 | 진행자 | 진행 기간                         | 비고        |
| 대수 | 남성   | 여성   | 진행 기간                         | 비고        |
| ---- | ------ | ------ | --------------------------------- | ----------- |
| 1대  | 박기홍 | 곽현경 | 일자 미상 ~ 2018년 4월 27일       |             |
| 2대  | 박기홍 | 정경진 | 2018년 4월 30일 ~ 일자 미상       |             |
| 3대  | 서정모 | 정경진 | 일자 미상 ~ 2020년 5월 7일        |             |
| 4대  | 박기홍 | 김다영 | 2020년 5월 8일 ~ 2020년 6월 18일  |             |
| 5대  | 김동현 | 김다영 | 2020년 6월 19일 ~ 2020년 6월 26일 |             |
| 6대  | 서정모 | 김다영 | 2020년 6월 29일 ~ 2021년 4월 30일 |             |
| 7대  | 서정모 | 안희성 | 2021년 5월 3일 ~ 2023년 1월 27일  |             |
| 8대  | 김동현 | 안희성 | 2023년 1월 30일 ~ 2023년 3월 31일 |             |
| 9대  | 유기경 | 안희성 | 2023년 4월 3일 ~ 2023년 4월 28일  |             |
| 임시 | 서정모 | 안희성 | 2023년 5월 1일 ~ 2023년 5월 12일  |             |
| 10대 | 빈칸   | 안희성 | 2023년 5월 15일 ~ 2023년 6월 2일  |             |
| 11대 | 빈칸   | 정경진 | 2023년 6월 5일 ~ 2024년 3월 1일   | [ 2 ]       |
| 12대 | 빈칸   | 강민경 | 2024년 3월 4일 ~ 2024년 8월 30일  |             |
| 13대 | 빈칸   | 안희성 | 2024년 9월 2일 ~ 현재             | [ 3 ] [ 4 ] |

## 경쟁 프로그램
- KBS 뉴스광장 부산 (KBS 부산 1TV)
- KNN 모닝와이드 (KNN TV)